# أندريه بلاكمان
اندريه بلاكمان (بالإنجليزية: Andre Blackman)‏ (10 نوفمبر 1990 في المملكة المتحدة - ) هو لاعب كرة قدم بريطاني في مركز الدفاع. لعب مع توتنهام هوتسبير ونادي أرسنال ونادي المغرب الفاسي ونادي إنفرنيس ونادي بريستول سيتي ونادي بلاكبول ونادي سلتيك وميدنهد يونايتد ‏ ونادي دوفر أتليتيك وإيه أف سي ويمبلدون ونادي بليموث أرجايل.

## وصلات خارجية
- اندريه بلاكمان على موقع قاعدة بيانات كرة القدم.إي يو (الإنجليزية)
- اندريه بلاكمان على موقع Soccerbase.com (لاعب) (الإنجليزية)
- اندريه بلاكمان على موقع Soccerway.com (الإنجليزية)
- اندريه بلاكمان على موقع AS.com (الإسبانية)